# Гринцевич, Людвик
Людвик Гринцевич (пол. Ludwik Hryncewicz); 1 января 1717, Ильгов  близ Велькомежа ― 10 октября 1783) — архитектор Великого княжества Литовского, монах-доминиканец.

## Биография

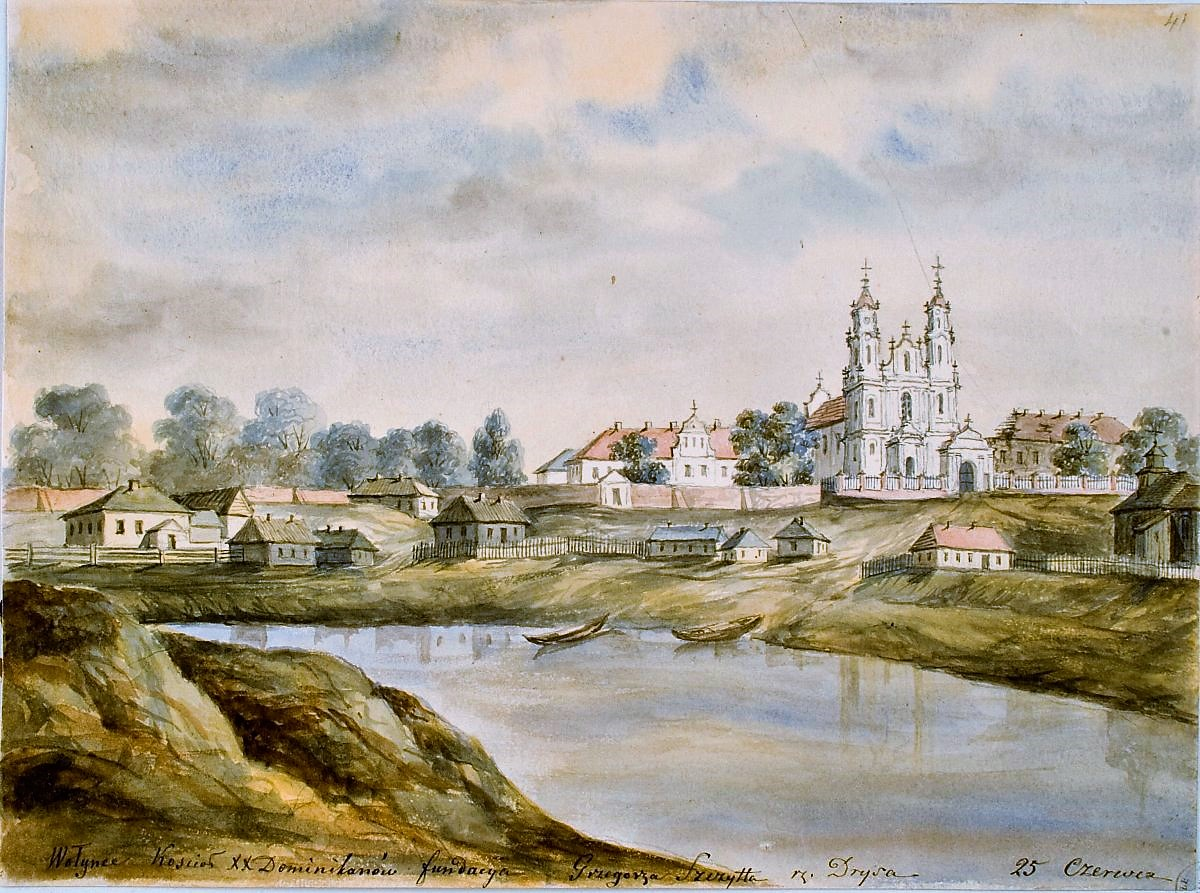
Н. Орда. Костел и монастырь доминиканцев в Волынцах

Родился в родовом поместье Ильгов. Из польского шляхетского рода Талько-Гринцевичей. Учился в Италии.
С 1750 года работал в Великом княжестве Литовском. Соединял традиции архитектуры барокко с элементами местной архитектуры. В 1756 году спроектировал и построил костёл и доминиканский монастырь Святого Георгия в фольварке Забелы близ деревни Волынцы, спроектировал фасад виленского костёла Вознесения Господня. В 1760 году стал приором доминиканского монастыря Св. Духа в Вильно (1501) и руководил восстановлением обители и храма. Построил костёл в местечке Вержболово (ныне литовский город Вирбалис) (костёл разрушен в 1944 году). В 1763 году курировал реконструкцию костёла Святой Троицы в Друе и костёла Успения Богородицы в Россиенах (удлинил здание и возвёл главный фасад барочных форм) ir suprojektavo dominikonų vienuolyno namą (1783)). В 1780—1782 годах был приором доминиканского монастыря в Россиенах.

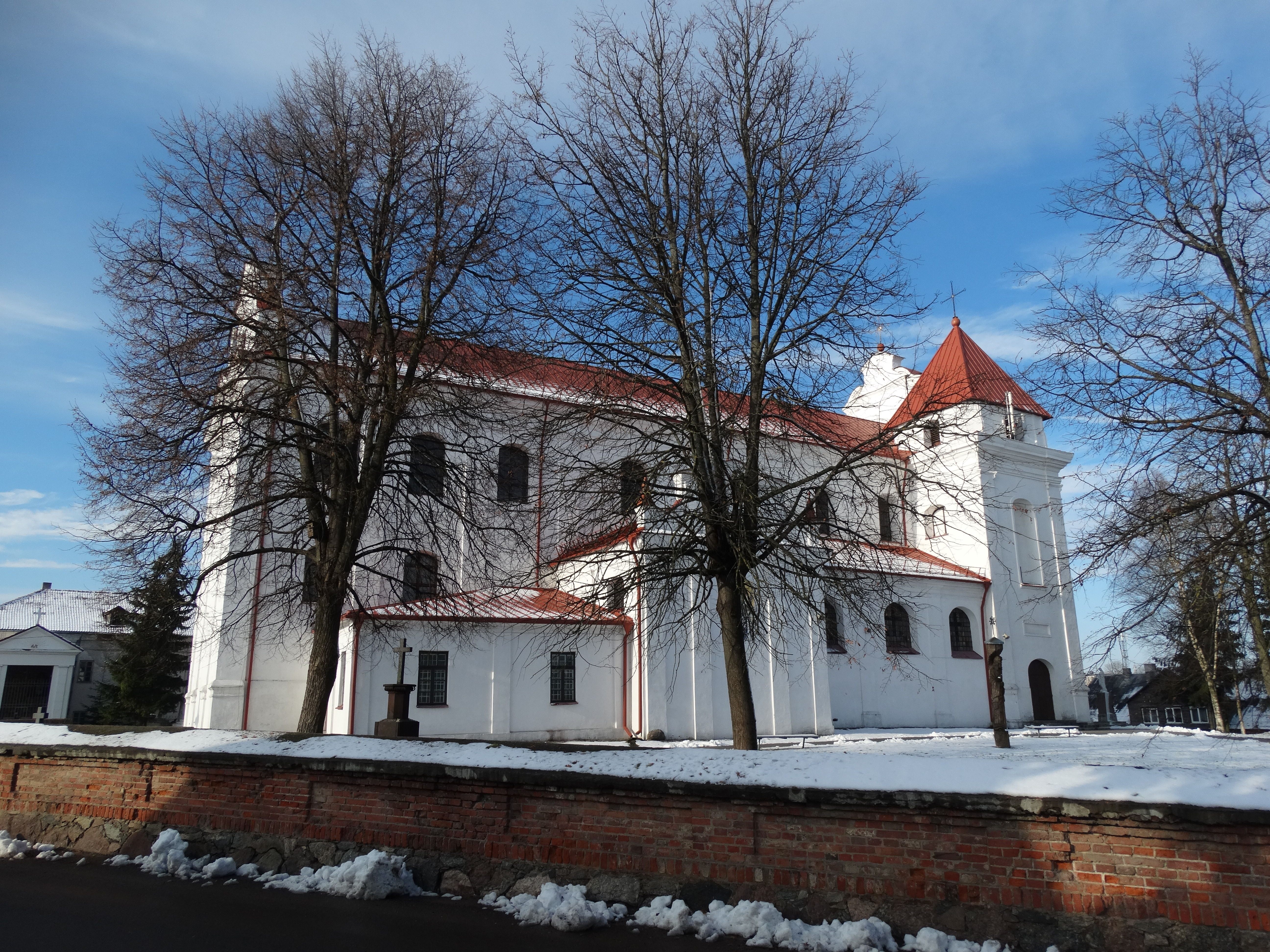
Костёл Успения девы Марии (Расейняй)

В 1749 году опубликовал неоднократно переиздававшийся молитвенный путеводитель по Жемайтской Кальварии („Przewodnik pokazujący obchód Drog Chrystusa w Kalwarii Żmudzkiey“).